# Eri Nakamura
Eri Nakamura es una deportista japonesa que compitió en natación. Ganó una medalla de bronce en el Campeonato Pan-Pacífico de Natación de 1991, en la prueba de 4 × 100 m estilos.

## Palmarés internacional
| Campeonato Pan-Pacífico | Campeonato Pan-Pacífico | Campeonato Pan-Pacífico | Campeonato Pan-Pacífico |
| Año                     | Lugar                   | Medalla                 | Prueba                  |
| ----------------------- | ----------------------- | ----------------------- | ----------------------- |
| 1991                    | Edmonton (Canadá)       | Medalla de bronce       | 4 × 100 m estilos       |